# Groninger meeuw

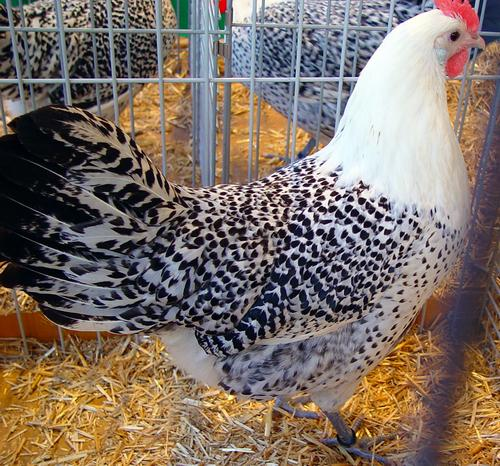
Groninger meeuw, zilverpel

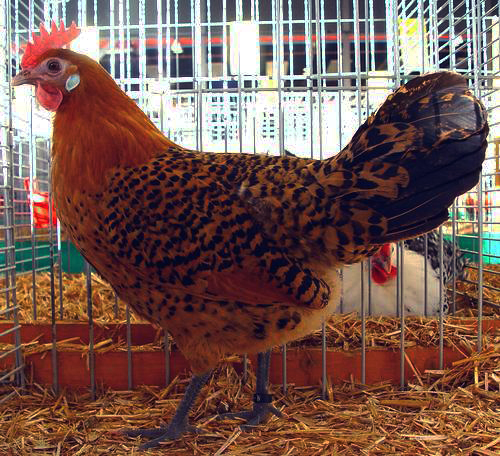
Groninger meeuw, goudpel

De Groninger meeuw is een kippenras dat aan het eind van de 19e eeuw is ontstaan in  de Nederlandse provincie Groningen, uit zwaardere Friese hoenders dan we nu kennen en de Duitse Oost-Friese meeuw. Het is een typisch pelhoen.

## Historie
In 1888 maakt R. Houwink voor het eerst melding van een grofgepeld, zilver- en goudpel getekend landhoen op de markt in de stad Groningen dat groter was dan het Friese en Drentse hoen. Op het Groninger land trof hij bijna geen Groninger meeuwen meer aan. De ‘Maifies’, zoals ze lokaal werden genoemd, waren vrijwel geheel verdrongen door buitenlandse rassen als de leghorn.
In 1913 worden voor het eerst eieren van Groninger meeuwen of Friesche Zilverpellen aangeboden en enkele jaren later vormen het Groninger Hoen en de Friese Hoenders één klasse op een tentoonstelling in Winschoten. Van Gink schrijft in 1918:
Alles wat we hier zeiden over de Oostfriese Goud- en Zilver-meeuwen geldt ook voor de Groninger Meeuwen, welke beide rassen geheel aan elkaar gelijk zijn.
Ten slotte wordt in 1919 de Groninger meeuw officieel erkend. Het Groninger landhoen bleef een zeldzame verschijning op tentoonstellingen. Eind 1950 wordt uit een goudpel Oostfriese haan de goudpelvariant gefokt.
De officiële erkenning van de Groninger meeuwkriel in goud- en zilverpel vond in 1968 plaats waarbij de erkenning van de kleurslag citroenpel in 1995.
In 1978 was het aantal dieren in Nederland zo gering dat de Stichting Zeldzame Huisdierrassen het dier tot "uiterst zeldzaam" uitriep. In de jaren tachtig is de Groninger Meeuwen Club goed van de grond gekomen en inmiddels houden zich weer voldoende fokkers met het ras bezig om niet meer serieus voor het voortbestaan te hoeven vrezen, maar meer liefhebbers zijn nog nodig om het ras verder te kunnen perfectioneren en weer algemener voorkomend te maken.

## Kenmerken

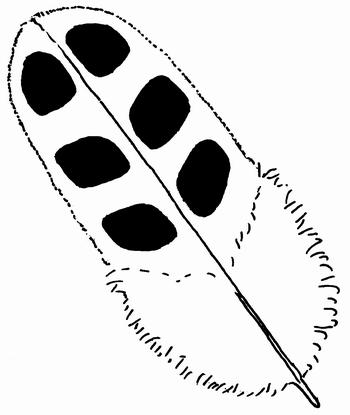
'Gepelde' veer

De Groninger meeuw behoort tot de gepelde landhoenders. De pelling betekent dat het ras zwarte vlekken (pellen of doppen) aan weerszijden van de veerschacht (zie tekening) heeft. De Groninger meeuw komt voor in de kleurslagen goud- en zilverpel en bij de krielen is de kleurslag citroenpel ook erkend.
Bij de hen zijn, naast de donkerbruine ogen, een licht vallende kamhiel en bij de haan het vleugelbandje typische raskenmerken. De Groninger meeuw is een levendig, goed vliegend hoen en voelt zich zeer thuis in de ren of vrije uitloop. Op een leeftijd van vijf maanden kunnen de jonge hennen al eieren gaan leggen. De hennen worden niet snel broeds, maar als ze het worden dan broeden ze goed en verzorgen hun zwart gevlekte kuikens uitstekend. Vooral in het tweede jaar blijken de hennen uitstekende legsters te zijn van een witschalig ei.